# Auhof und Zeillern
Die Herrschaft Auhof und Zeillern war eine Grundherrschaft im Viertel ober dem Wienerwald im Erzherzogtum Österreich unter der Enns, dem heutigen Niederösterreich.

## Ausdehnung
Die Herrschaft, die weiters aus den Gülten Karlsbach, Freydeg, Senfteneg, Weitgraben bestand, umfasste zuletzt die Ortsobrigkeit über die Märkte Neumarkt, Blindenmarkt, Freyenstein, Ferschnitz, Zeillern, Ardagger, dann die Dörfer Mauer, Wasen, Fürholz, Felbering, Atzelsdorf, Hebathendorf, Harland, Kottingburgstall, Prasdorf, Schön, Schlägelwies, Weitgraben, St. Martin, Donauleithen, Eitzing, Eß, Ensbach, Graben, Habich, Hängsberg, Karlsbach, Kniebüchel, Mehlberg, Neuhaus, Pfaffenberg, Scheitenbüchel, Winkel, Au, Mitterburg, Theinstetten, Roßberg, Göttsbach, Sand, Willersbach, Unterholz, Ameisöd, Edla, Freideg, Günzing, Kirchholz, Kring, Oberleithen, Oed, Ochsenbach, Rudling, Senftenegg, Seegenbaum, Trunkenstätten, Umberg, Weinzirl, Windischendorf, Zinsenwang, Edelbach, Reuth, Diernbach, Schönegg, Fischerberg, Burch, Eurathsfeld, Aichet, Aigen, Büsching, Distelberg, Ferndorf, Gafring, Gimetsberg, Grießenberg, Hinterberg, Holz, Kalkstechen, Lisselsberg, Liering, Schönbüchel, Seibetsberg, Stellzberg, Stephanshart, Au, Empfing, Weg, Hausleiten, Albersberg, Bruch, Hinterholz, Zeitelbach, Leixing, Hagenau, Gesmannsberg, Hundertleithen, Brandhof, Kleinberg, Kirchholz, Friedmüll, Lebenberg, Rabenleithen, Hickersberg, Oberzeillern, Schörghof, Dorf, Salzgrub, Rosenfeld, Gebelsberg, Dostelberg, Hersdorf, Großschopf, Flachsberg, Reinthal, Pyra, Engersdorf, Reuthsberg und Ludwigsdorf. Der Sitz der Verwaltung befand sich im Schloss Auhof.

## Geschichte
Letzter Inhaber der teils als Allod und teils als Fideikommiss gehaltenen Herrschaft war Georg Adam II. Fürst von Starhemberg (1785–1860). Im Zuge der Reformen 1848/1849 wurde die Herrschaft aufgelöst.